# Hornomoravský úval
Hornomoravský úval je geomorfologický celek na Moravě v geomorfologické oblasti Západních Vněkarpatských sníženin. Nejvyšším vrcholem je Šumvaldská horka 331 m n. m.[zdroj?]
Úval je tvořen sníženinou, vyplněnou pliocenními sedimenty a kvartérními náplavami řek. Osou úvalu je řeka Morava (v severní části i řeka Oskava), největšími přítoky jsou zde řeky Bečva a Haná.
Úval se táhne od Libiny na severu po Otrokovice na jihu, kde je Napajedelskou branou propojen s úvalem Dolnomoravským. Někdy se nesprávně uvádí, že začíná na severu až u Bludova, což je omyl, počítající s Mohelnickou brázdou jako podcelkem Hornomoravského úvalu. Ve skutečnosti jsou obě tyto sníženiny z geomorfologického hlediska rovnocennými celky. Jejich hranici tvoří tzv. Třesínský práh u Mladče západně od Litovle. Toto místo je zároveň i rozhraním mezi dvěma základními geomorfologickými provinciemi na území České republiky: Západními Karpatami a Českou vysočinou.
Geomorfologická klasifikace:
- Provincie: Západní Karpaty
  - Soustava: Vněkarpatské sníženiny
    - Podsoustava: Západní Vněkarpatské sníženiny
      - Celek: Hornomoravský úval
        - Podcelek: Holešovská plošina
        - Podcelek: Prostějovská pahorkatina
        - Podcelek: Středomoravská niva
        - Podcelek: Uničovská plošina

Největšími městy jsou ve středu ležící Olomouc, Přerov a Prostějov. Je zemědělsky hojně využívanou oblastí. Součástí národopisné oblasti Haná.